# 德穆斯 (加利福尼亞州)
德穆斯（英語：Demuth）是位於美國加利福尼亞州莫多克縣的一個非建制地區。該地的面積和人口皆未知。

## 地理
德穆斯的座標為41°20′16″N 121°15′58″W / 41.33778°N 121.26611°W，而該地的平均海拔高度為1297米（即4255英尺）。